# بروس مان سن هينج
بروس مان سن هينج (بالإنجليزية: Bruce Man Son Hing)‏ مواليد 13 أبريل 1964 في غرينادا، هو لاعب كرة مضرب غرينادي سابق بدأ مسيرته كمحترف سنة 1986 وكان يلعب باليد اليمنى. أعلى تصنيف له في الفردي كان المركز الـ 305 في سنة 1988. أعلى تصنيف له في الزوجي كان المركز الـ 132 في سنة 1989.

## روابط خارجية
- بروس مان سن هينج على موقع رابطة محترفي التنس (الإنجليزية)
- بروس مان سن هينج على موقع الاتحاد الدولي لكرة المضرب (الإنجليزية)
- بروس مان سن هينج على موقع خلاصة التنس.كوم (الإنجليزية)